# Rose-Hélène Iché
Rose-Hélène Iché née le 17 mars 1972 à Cannes est une journaliste et une historienne de l'art française. 

Elle est la petite-fille de René Iché, la nièce de Laurence Iché, Robert Rius et  Manuel Viola.

## Biographie
Rose-Hélène Iché passe son enfance dans l'atelier de son grand-père le sculpteur moderne René Iché (1897-1954) rue du Cherche-Midi à Paris. C'est sa grand-mère, le modèle Rosa Achard qui assume son éducation après la séparation de ses parents. 
Au collège et au lycée, elle participe à des journaux amateurs ou satiriques avant d'être formée au sein du journal Midi libre (où elle dirige la page hebdomadaire lycéenne). À 17 ans, mineure émancipée, elle décroche un premier contrat à la radio puis séjourne aux États-Unis et au Brésil. Dans les années 90, elle a fondé et dirigé plusieurs magazines : Latino (1993-1995), Les cahiers de la sculpture et Sculpture & installations (1999-2002). Elle a une licence en Philosophie, et a étudié l'Histoire et l'Histoire de l'art.
Depuis 2003, elle a participé à de nombreux projets éditoriaux principalement axés sur le Surréalisme, la Sculpture moderne et les artistes pendant la Seconde Guerre mondiale. En 2010, elle est commissaire associée de l'exposition Jacques Hérold et le surréalisme au Musée Cantini de Marseille, puis conseillère historique pour le documentaire, Jacques Hérold, le grain de phosphore aux doigts, réalisé par Fabrice Maze et produit par Aube Elléouet.
Depuis 2014, elle contribue régulièrement à la revue Ligeia, dossiers sur l'art et aux catalogues des grandes ventes organisées par le département d'Art Moderne de la maison de vente Artcurial à Paris.
Elle est la directrice éditorial de la revue spécialisée Surréalismus.